# Klippkänguruer
Klippkänguruer (Petrogale) är ett släkte i familjen kängurudjur (Macropodidae). Släktet kallas även för klippvallabyer.
Det vetenskapliga släktnamnet är sammansatt av de grekiska orden petra (klippa) och gale (vessla). Den senare delen syftar inte på likheter till vesslor. Den valdes på grund av att flera andra kängurusläkten har liknande namn.

## Allmänt
Klippkänguruer förekommer i bergiga områden av nordvästra, östra och sydöstra Australien men saknas på Tasmanien. Det är medelstora känguruer som med undantag av arterna Petrogale burbidgei och Petrogale concinna når en kroppslängd (utan svans) av 50 till 80 centimeter och en vikt mellan 3 och 9 kilogram. Svansens längd varierar mellan 40 och 70 cm. Pälsen på ryggen kan vara brun, grå eller sandfärgade medan den ljusare buken är ljusbrun, gul- eller vitaktig. Några arter har karakteristiska strimmor eller mönster på kroppen. I honornas väl utvecklade pung (marsupium) finns fyra spenar.
Klippkänguruer är aktiva på natten och gömmer sig under dagen i grottor eller bergssprickor. Habitatet är klippig och täckt av skogar, gräsmarker, hed eller områden med glest fördelade buskar och träd. Individerna har en väl utvecklad förmåga att klättra. Den långa yviga svansen tjänstgör sällan som stöd utan snarare som balanshjälp vid de mer än fyra meter långa hoppen över klipporna. Som alla kängurudjur är de växtätare. Vid mindre tillgång till gräs äter de även bark och rötter.
Klippkänguruer bildar mindre grupper och hannar i flocken etablerar en hierarki. Fortplantningssättet är bara känt för vissa arter. Dräktigheten varar i 30 till 32 dagar och sedan lever det enda ungdjuret 190 till 225 dagar i pungen. Liksom hos de flesta andra kängurudjur parar sig honan igen när ungdjuret är fäst vid en spene. Könsmognaden infaller för honor efter cirka 540 dagar och för hannar efter ungefär 590 dagar.
Med människans vård blir klippkänguruer lite över 14 år gamla.
I motsats till andra mindre kängurudjur är deras bestånd mindre hotat, på grund av att införda konkurrenter som harar och får undviker deras avlägsna utbredningsområde.
Några arter jagades tidigare för pälsens skull.

## Arterna
Enligt Wilson & Reeder (2005) skiljs mellan 16 arter.
- Petrogale assimilis, förekommer i norra Queensland.
- Petrogale brachyotis, finns i nordvästra Australien. Arten kännetecknas av särskilt små öron.
- Petrogale burbidgei, är den näst minsta arten och lever på Kimberleyplatån i nordvästra Australien. Kroppslängden utan svans ligger bara vid 30 cm och vikten mellan en och två kilogram.[2]
- Petrogale coenensis, är bara känd från tre ställen på Kap Yorkhalvön. Är troligtvis mycket sällsynt.
- Petrogale concinna, förekommer i nordvästra Australien och klassas ibland i ett eget släkte, Peradorcas.
- Petrogale godmani, förekommer i östra delen av Kap Yorkhalvön.
- Petrogale herberti, finns i sydöstra Queensland.
- Petrogale inornata, har en jämnt grå päls över hela kroppen. Arten förekommer i östra Queensland.
- Petrogale lateralis, förekommer i flera regioner av Australien.
- Petrogale mareeba, förekommer bara i närheten av staden Mareeba i nordöstra Queensland.
- Petrogale penicillata, finns i flera mindre områden av Australien. Individer införda av människan lever i Nya Zeeland och på ön Oahu som tillhör Hawaii.
- Petrogale persephone, är en särskilt hotad art. Den lever i en mindre region vid Queenslands kustlinje och listas av IUCN som starkt hotad (endangered).
- Petrogale purpureicollis, har en påfallande halsfärg och dess ställning i taxonomin var länge omstridd.
- Petrogale rothschildi, förekommer i nordvästra delen av Western Australia.
- Petrogale sharmani, finns bara i ett 2 000 km² stort område vid Queenslands kustlinje.
- Petrogale xanthopus, har en päls med mönster i grå, vit och brun. På grund av jakt försvann arten i delar av sitt utbredningsområde men beståndet återhämtade sig efter skyddsåtgärder. De lever i sydöstra Australien.